# Machilidae
Machilidae là một họ côn trùng nguyên thủy trong bộ Archaeognatha. Họ này có khoảng 250 loài đã được mô tả trên toàn cầu. Các loài côn trùng trong nhóm này không có cánh, thân hình trụ dài, có các vảy nhỏ xếp chồng khích. Chúng thường có màu xám hoặc nâu, đôi khi có các hoa văn phức tạp. Chúng có 3 đuôi ở gần bụng.

## Các chi[1]
- Afrochilis Sturm, 2002
- Afromachilis Mendes, 1981
- Allopsontus Silvestri, 1911
- Bachilis Mendes, 1977
- Catamachilis Silvestri, 1923
- Charimachilis Wygodzinsky, 1939
- Coreamachilis Mendes, 1993
- Corethromachilis Carpenter, 1916
- Dilta Strand, 1911
- Graphitarsus Silvestri, 1908
- Haslundichilis Wygodzinsky, 1950
- Haslundiella Janetschek, 1954
- Heteropsontus Mendes, 1990
- Himalayachilis Wygodzinsky, 1952
- Janetschekilis Wygodzinsky, 1958
- Lepismachilis Verhoeff, 1910
- Leptomachilis Sturm, 1991
- Machilis Latrielle, 1832
- Machilopsis Olfers, 1907
- Mendeschilis Gaju, Mora, Molero & Bach, 2000
- Mesomachilis Silvestri, 1911
- Metagraphitarsus Paclt, 1969
- Metamachilis Silvestri, 1936
- Meximachilis Wygodzinsky, 1945
- Neomachilis Silvestri, 1911
- †Onychomachilis Pierce, 1951
- Paetrobius Leach, 1815
- Paramachilis Wygodzinsky, 1941
- Parapetrobius Mendes, 1980
- Parateutonia Verhoeff, 1910
- Pedetontinus Silvestri, 1943
- Pedetontoides Mendes, 1981
- Pedetontus Silvestri, 1911
- Petridiobius Paclt, 1970
- Petrobiellus Silvestri, 1943
- Petrobius Leach, 1817
- Petromachilis Reilly, 1915
- †Praemachilis Silvestri, 1904
- Praemachiloides Janetschek, 1954
- Praetrigoniophthalmus Janetschek, 1954
- Promesomachilis Silvestri, 1923
- Pseudocatamachilis Gaju & Bach, 1991
- Pseudomachilanus Paclt, 1969
- Silvestrichilis Wygodzinsky, 1950
- Silvestrichiloides Mendes, 1990
- Stachilis Janetschek, 1957
- Trigoniomachilis Stach, 1937
- Trigoniophthalmus Verhoeff, 1910
- Wygodzinskilis Janetschek, 1954

## Hình ảnh

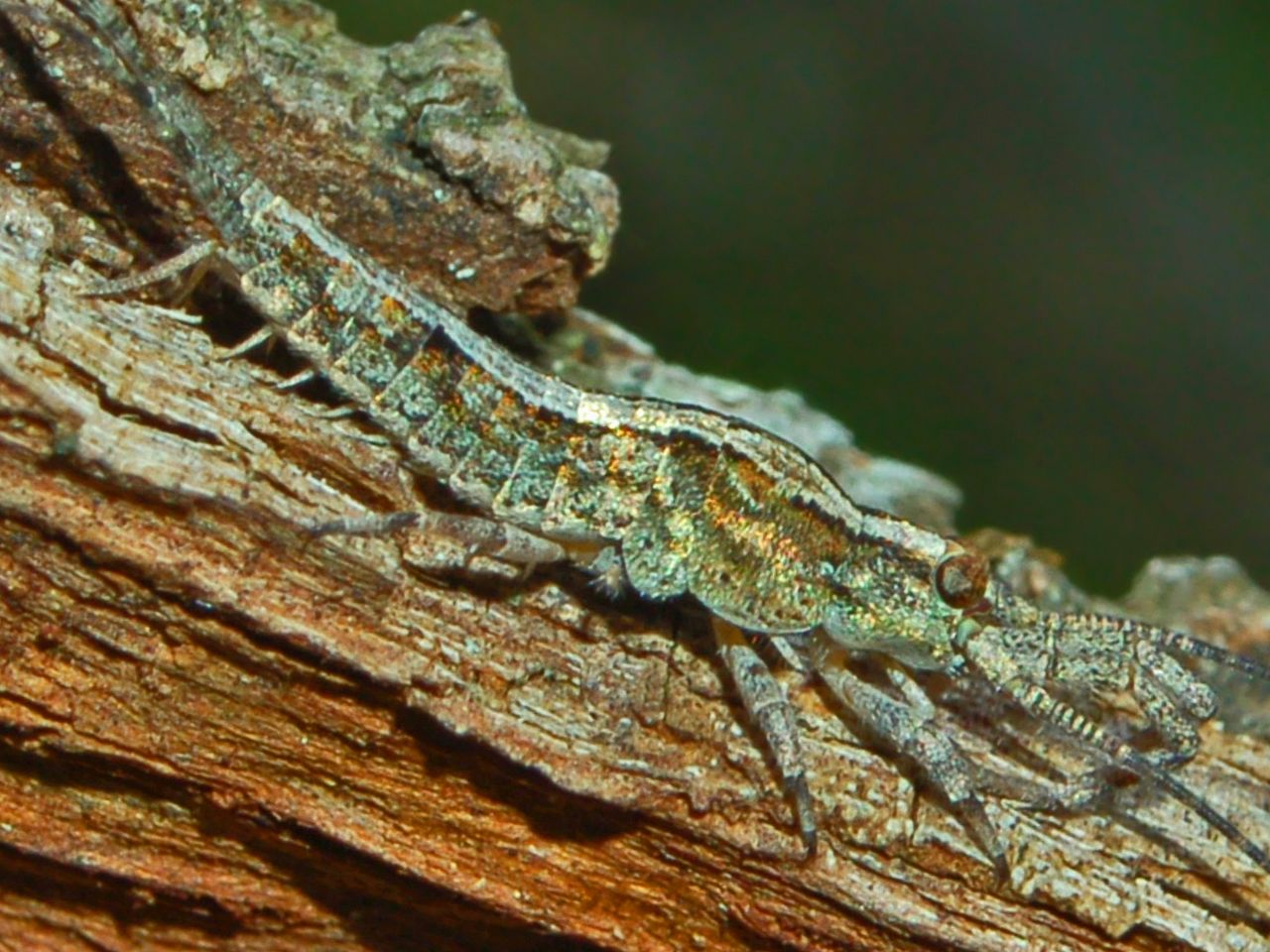
Machilidae species
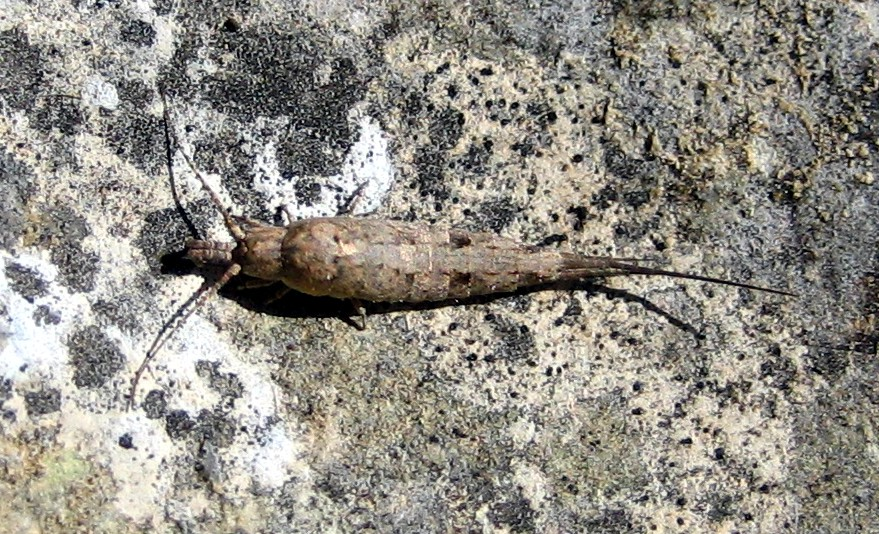
Machilidae species
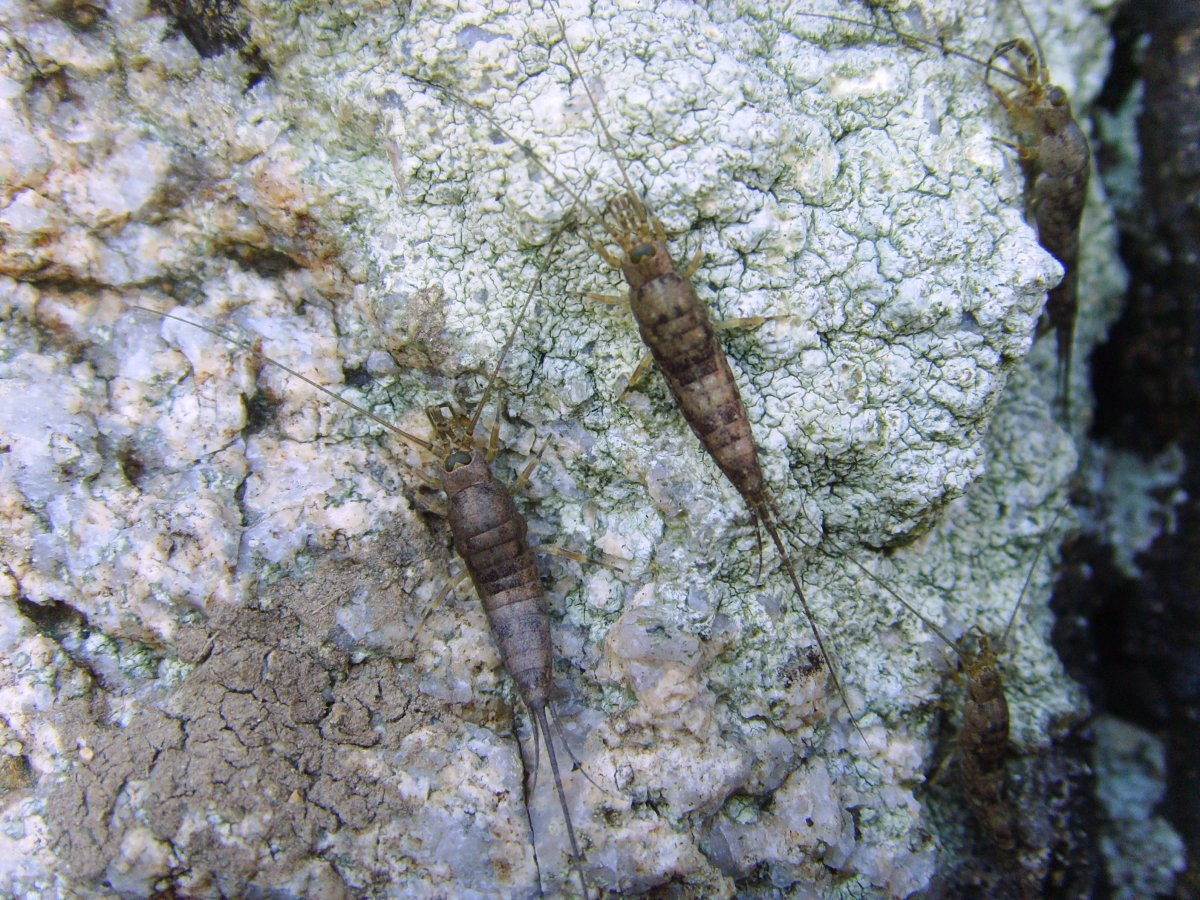
Petrobius maritimus
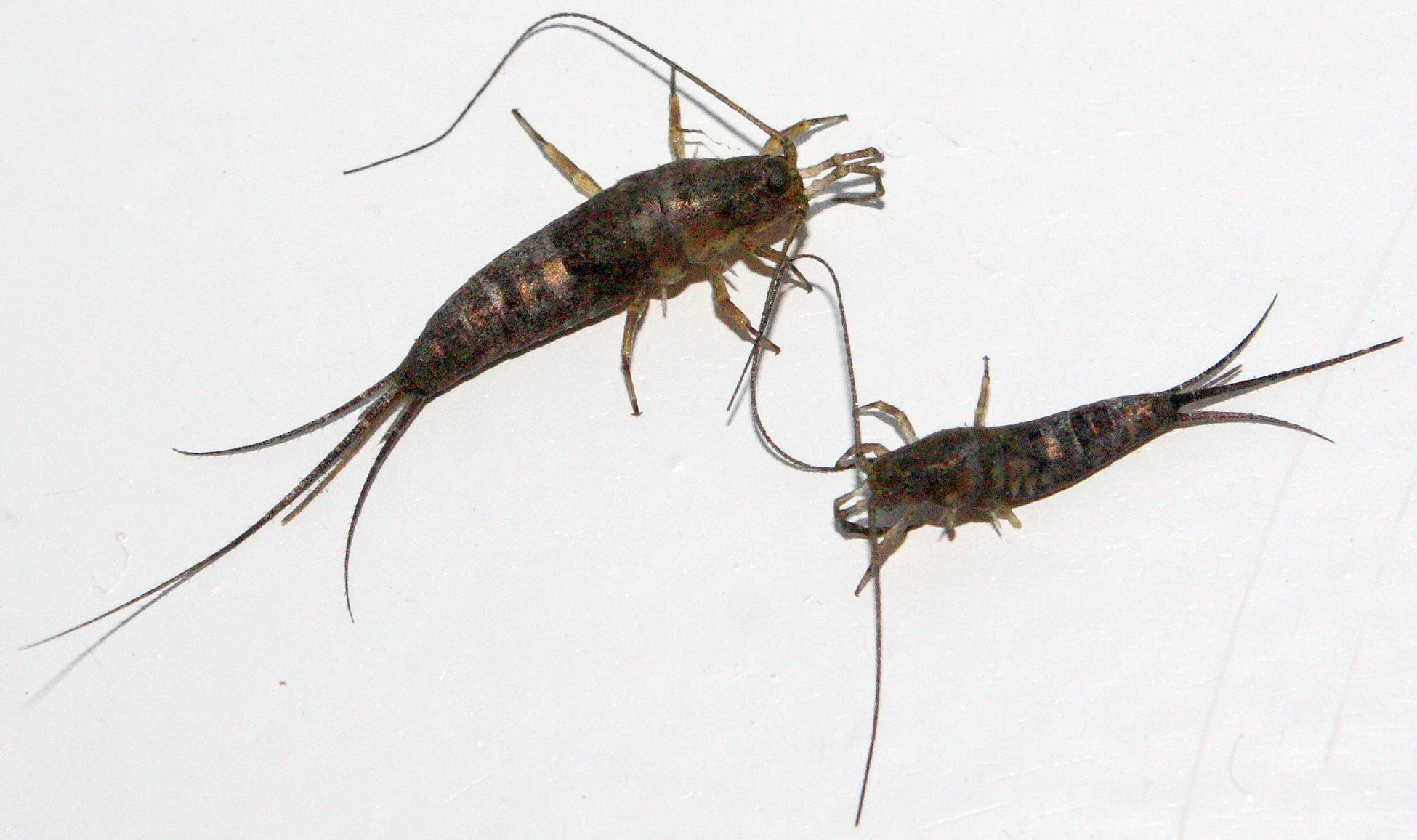
Petrobius brevistylis